# Torres (Villarmayor)
Torres (llamada oficialmente San Xorxe de Torres) es una parroquia española del municipio de Villarmayor, en la provincia de La Coruña, Galicia.

## Otra denominación
La parroquia también se denomina San Jorge de Torres.

## Entidades de población
Entidades de población que forman parte de la parroquia:
- Barreira (A Barreira)
- Eirexa (A Eirexa)
- Fraga (A Fraga)
- Laxe (A Laxe)
- Coruxas (As Curuxas)
- Belsar
- Gabín
- Goyán (Goián)
- Millarengo
- Sestelo (O Sestelo)
- Vilariño (O Vilariño)
- Pachote
- Pazos
- Picote
- Sobrado
- O Curro

## Demografía
| Gráfica de evolución demográfica de Torres entre 2000 y 2019 |
|                                                              |
| Datos según el nomenclátor publicado por el INE.             |